# 玛丽·科尔文
玛丽·凯瑟琳·科尔文（1956年1月12日—2012年2月22日），又譯瑪麗·卡彬，是著名的戰地記者，标志性特征是“独眼女侠”，生前三十多年一直在戰爭的前線報導新聞。她於2012年2月22日在叙利亚政府军炮击霍姆斯市时與法籍攝影記者雷米·歐赫利克被轟炸身亡。身後火化，骨灰一半撒在長島外，一半撒在泰晤士河上。

## 生平

### 早年生活
科尔文於1956年在美国纽约州紐約皇后區阿斯托里亞出生，出生日期存疑。她1974年於出生地的高中牡蛎湾高校畢業，然後就讀耶魯大學，並於1978年取得人類學學士學位資格畢業。
父親威廉·J·科爾文 (William J. Colvin) 是二戰海軍陸戰隊退伍軍人，也是紐約市公立學校的英語教師，積極參與公民事務，曾擔任副縣長。她的母親 Rosemarie Marron Colvin 是長島公立學校的高中輔導員。她有兩個兄弟 ，以及兩個姐妹。

### 職業生涯
她畢業後的一年，於合众国际社位於纽约市的辦事處擔任记者，每天於午夜至凌晨六時工作，負責編採警方消息。1984年，科尔文升任合众社駐巴黎記者，並於1985年轉職英国《星期日泰晤士报》，在伦敦供职27年。科尔文早期並非專責擔任战地记者，她生命的轉折點發生在1986年，當時她擔任報館的駐中東特派員，並成為利比亞被轟炸後首位訪問卡達菲的記者。從1995年開始，科爾文轉任外交事務特派員，而其報導的新聞亦從過往專注於中東事務，擴展至車臣、科索沃、塞拉利昂、津巴布韋、斯里蘭卡及東帝汶，成為英國戰地記者的精英部隊成員。
1999年她在東帝汶採訪時，由於制止了親印尼武裝組織的一次行動，被指拯救了1500名婦女及兒童的生命。為保護這班平民，她選擇逗留在聯合國部隊駐紮地，並於該處向報館及電視報導新聞，直至四日後這班平民獲救為止。
另外，由於她對車臣及科索沃的報導，令她獲得國際婦女媒體基金會的新聞勇氣獎。科爾文亦有寫作和製作紀錄片，當中包括為BBC製作的《阿拉法特：神話的背後》。在2005年一套講述處於戰爭地區的婦女的生存狀況的紀錄片《Bearing Witness》中，科爾文除了有在片中出現，還有參與當中的採訪任務。
科尔文的独眼形象成为新闻界一面招牌，其传奇事迹还被搬上荧幕。事發於2001年4月16日，當時玛丽·科尔文在斯里兰卡采访內戰。當時斯里蘭卡政府禁止外國傳媒進入被叛軍控制的北部泰米爾地區，而科爾文卻突破禁令，未經批准闖入禁區採訪，把當地不為人知的人道災難如實報導。但在潛返中央政府管制區時，遭一名斯里兰卡政府军士兵朝她發射榴彈炮襲擊，雖然當時她高舉記者證件，並多次呼叫「記者，記者！」，但仍然被政府軍炸伤，失去了左眼视力，並令左耳失聰。在被襲後，科爾文被拘留了10小時，其間沒接受任何治療，直至美國國務院施壓才放人，結果令她的傷殘變成永久，而事後科爾文亦患上创伤后心理压力紧张综合症，需要住院治療。結果，在斯里蘭卡內戰的最後階段，科爾文成為了政府軍針對當地泰米爾人的戰爭罪行的目擊證人及中介。
2011年，當科爾文採訪利比亚内战之時，獲卡達菲邀約採訪，並可指明兩位同行的其他記者。自从战争开始的第一次国际采访起，她就一直与她的朋友，ABC News的克里斯汀·阿曼普（Christiane Amanpour）以及BBC News的Jeremy Bowen合作。
科尔文曾经说过：“我不是典型的战地记者，因为我注重的是战争中的人性，我想告诉人们战争究竟是个什么样子。几个世纪过去了，战争并未发生明显的变化。战场上依旧炮声隆隆，血肉横飞；战场外妻离子散；交战双方都不肯公开真相。所以，我的工作就是做一名战争证人。”

### 死亡

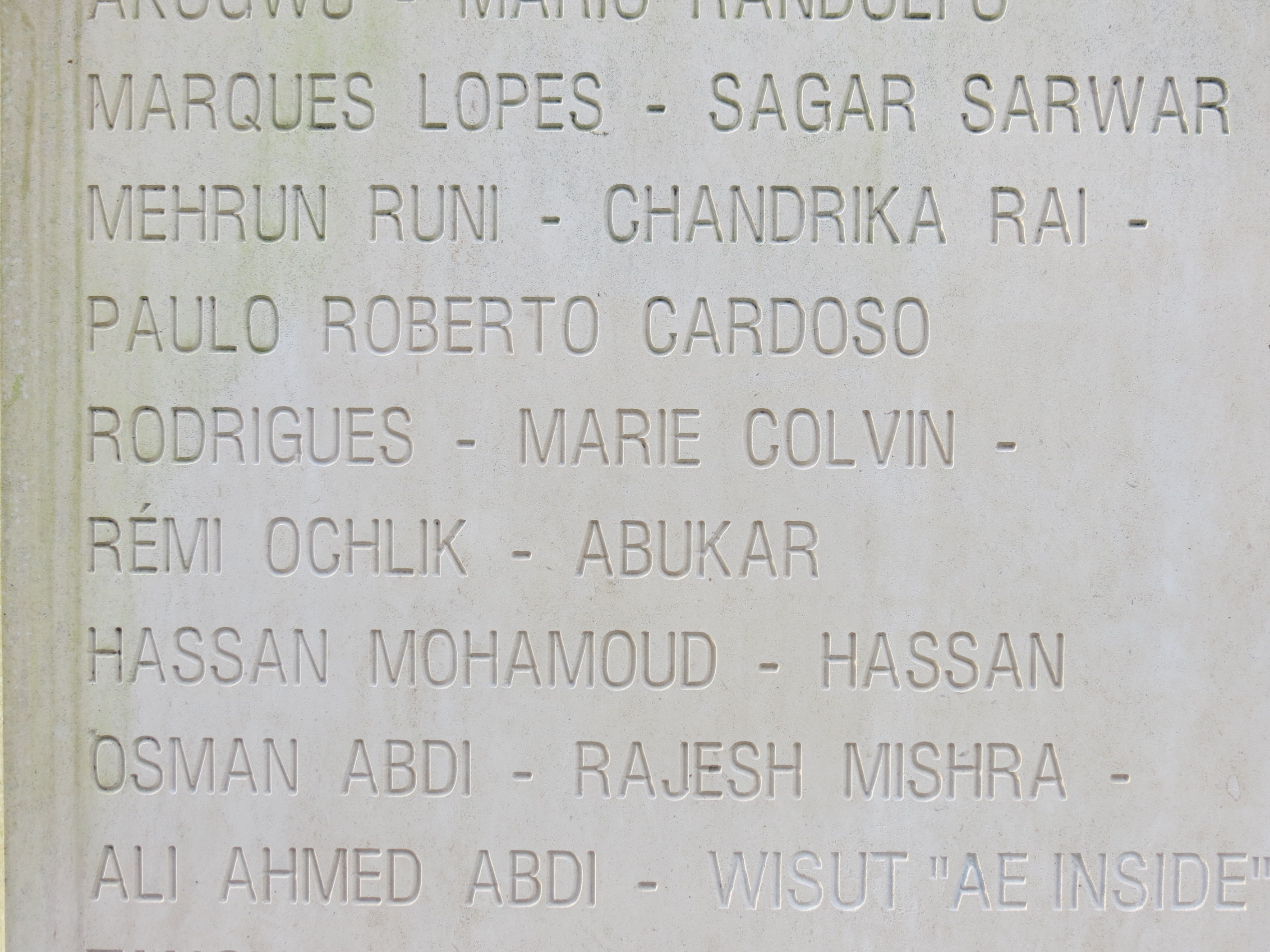
科爾文的名字在法國巴約的記者紀念碑上

2012年2月，科爾文利用一輛越野摩托車潛入敘利亞國境，以突破敘利亞政府為防止外國傳媒報導反政府示威而實施的封鎖。進入敘利亞境內，科爾文逗留在霍姆斯西部的巴巴艾瑪區內由自由叙利亚军临时搭建的新聞中心，而2月21日晚，科爾文透過衛星電話分別向BBC、Channel4、CNN及ITN News等新聞台報導當地現況。
2月22日，霍姆斯的臨時新聞中心被敘利亞軍隊攻擊。科爾文與法國攝影記者雷米·歐赫利克在逃離時，火箭擊中附近，造成此二人死亡。 同業記者讓·皮埃爾·佩林（Jean-Pierre Perrin）與其它消息來源指出，敘利亞軍隊經由衛星電話訊號辨認出該臨時新聞中心，並蓄意攻擊該棟建築。敘利亞軍隊表示要殺掉「任何踏足敘利亞領土的記者」以阻止關於平民死亡的報導。2月22日晚上，霍姆斯的居民在街上哀悼科爾文與歐赫利克。

## 私人生活
科爾文曾兩度跟同為記者的帕特里克·畢曉普（Patrick Bishop）結婚離婚。她亦曾與另位記者胡安·卡洛斯·古姆西奧結婚，後來他於2002年自殺身亡。科爾文生前住在西倫敦的哈默史密斯。

## 榮譽
- 2000年：外國記者協會：年度記者獎。
- 2000年：國際婦女媒體基金會：新聞勇氣獎。
- 2001年：年度外國記者：英國新聞獎。
- 2010年：年度外國記者：英國新聞獎（二次得獎）。

## 相關影視作品
- 《私人戰爭》（A Private War）：2018年傳記電影，由羅莎蒙·派克飾演瑪麗·科爾文。

## 延伸閱讀
- Leith, Denise. . Random House Australia. 2004: 92f. ISBN 174051260X.
- Mills, Eleanor. . . London: Constable. 2005: 152f. ISBN 1845291654.

## 外部連結
- 玛丽·科尔文在互联网电影资料库（IMDb）上的資料（英文）

| 獎項                    | 獎項                                            | 獎項                    |
| ----------------------- | ----------------------------------------------- | ----------------------- |
| 前任者： Christina Lamb | British Foreign Reporter of the Year 2001, 2010 | 繼任者： Jon Swain      |
| 前任者： Dan McDougall  | British Foreign Reporter of the Year 2001, 2010 | 繼任者： Charles Clover |